# Humaitá (Amazonas)
Humaitá è un comune del Brasile nello Stato dell'Amazonas, parte della mesoregione di Sul Amazonense e della microregione di Madeira.